# Nanedi Valles
Nanedi Valles ist ein großes Tal auf dem Mars im Lunae Palus Gradfeld.
Es hat eine Länge von 508 km und wurde nach dem Wort „Planet“ in Sesotho, der Sprache Lesothos, benannt. Das Tal befindet sich zwischen dem Shalbatana Vallis und dem oberen Maja Valles, am nördlichen Ende ist es ca. 4 km breit. Die Form ist ähnlich dem Nirgal Vallis, kurvenreich mit wenigen Ausläufern. Im Gegensatz zu vielen anderen Marstälern können einzelne Kanalstrukturen am Grund des Tales gesehen werden.